# Ilia Tjavtjavadze
Ilia Tjavtjavadze (georgiska: ილია ჭავჭავაძე), född 8 november 1837 i Kachetien, Georgien, död 12 september 1907 Tsitsamuri, var en georgisk jurist, författare, filosof, poet och ledare av den georgiska nationella rörelsen på 1800-talet.

## Biografi
Ilia var tredje son till Grigol Tjavtjavadze och Mariam Beburisjvili. Grigol hade, precis som sin far och hans berömda förfäder militär bakgrund. Tjavtjavadze undervisades från början av diakonen i byn innan han flyttade till Tbilisi, där han började studera vid den prestigefyllda Riddarhusakademin 1848. Men redan från en tidig ålder var han påverkad av sina föräldrar som var högt utbildade i klassisk litteratur, georgiska historia och poesi.
Efter examen från akademin fortsatte Tjavtjavadze sin utbildning vid universitetet i Sankt Petersburg, Ryssland. Han återvände till Georgien efter slutförda studier år 1861. 
Inspirerad av samtida liberala rörelser i Europa, som författare och offentlig person, inriktade Tjavtjavadze mycket av sina ansträngningar på uppvaknande nationella ideal hos georgierna och på skapandet av ett stabilt samhälle i sitt hemland. Hans viktigaste litterära verk var The Hermit, The Ghost, Otaraant Widow, Kako The Robber, Happy Nation, Latters of a Traveller och Is a Man a Human?!. 
Tjavtjavadze var redaktör och chefredaktör för tidskrifterna Sakartvelos Moambe (1863-1877) och Iveria (1877-1905), och skrev många artiklar även för andra tidskrifter. Han var en hängiven beskyddare av georgiska språket och kulturen från russifiering. Han anses vara den störste bidragsgivaren till georgisk kulturell nationalism. De tre huvudsakliga etniska markörerna för georgisk identitet, bestod enligt Tjavtjavadze av territorium, språk, och kristendomen. Trots detta var hans nationalism sekulär.
Tjavtjavadze blev dödligt sårad i Tsitsamuri, utanför Mtscheta, av ett gäng mördare. Hans arv gav honom en bred beundran av det georgiska folket. År 1987 blev han kanoniserad som Saint Ilia de rättfärdige (წმინდა ილია მართალ, tsminda Illa martali) av georgiska ortodoxa kyrkan. Idag vördar georgier honom som den okrönte kungen (უგვირგვინო მეფე, ugvirgvino mepe) och "nationens fadern".